# 안녕, 헤이즐
"안녕, 헤이즐"(영어: The Fault in Our Stars 더 폴트 인 아워 스타스[*])은 2014년 공개된, 조시 분이 감독한 미국의 로맨틱 코미디 드라마 영화이다. 2012년 발행된 존 그린의 소설 "잘못은 우리 별에 있어"를 원작으로 한다. 셰일린 우들리, 앤설 엘고트, 냇 울프, 로라 던, 샘 트래멀, 윌럼 더포 등이 출연했다. 우들리가 연기한 헤이즐 역은 주인공으로, 암에 걸린 16세 소녀이다. 영화의 줄거리는 헤이즐이 암 환자 지원 단체에서 엘고트가 연기한 어거스터스 워터스를 만나 사랑에 빠지게 된다는 이야기이다.
20세기 폭스가 2012년 1월부터 제작을 시작했으며, 본 촬영은 2013년 8월부터 피츠버그에서 시작되었다. 피츠버그를 비롯하여 암스테르담에서도 촬영을 하였고 2013년 10월 16일 촬영이 마무리되었다.
2014년 6월 6일 미국에서 공개되었고, 우들리의 연기를 비롯해서 작품에 대해 비평가들에게 높은 평가를 얻었다. 또한, 1,200만 달러의 제작비로 만든 이 영화는 흥행도 성공하여 전 세계적으로 3억 달러 이상의 흥행 수입을 냈다. 2014년 9월 16일, DVD와 블루레이가 발매되었다.

## 줄거리
헤이즐 그레이스 랭커스터는 인디애나폴리스의 십대 소녀이다. 헤이즐은 갑상선암을 앓아 폐에도 전이되었다. 헤이즐의 어머니인 프래니는 딸이 우울증이 있다고 생각하고, 헤이즐에게 암 환자 지원 단체에 가서 친구를 사귀어 볼 것을 제안했다. 그 모임에서 헤이즐은 골육종으로 다리를 잃은 소년 어거스터스 워터스를 만난다. 모임이 끝난 후, 어거스터스는 헤이즐을 집으로 초대하며 두 사람은 친해진다. 헤이즐이 집으로 가기 전에 두 사람은 서로가 추천하는 소설을 읽기로 한다. 헤이즐은 어거스터스에게 장엄한 고뇌(An Imperial Affliction)를 권했다. 이 책은 애나라는 암을 앓고 있는 소녀가 주인공으로, 애나와 헤이즐의 처지가 비슷하였다. 어거스터스는 책을 읽었지만, 결말이 나지 않아 결말이 궁금해진다. 그러자 헤이즐은 장엄한 고뇌의 작가인 피터 밴 하우튼은 출판 후 네덜란드 암스테르담에 틀어박혀, 소식이 없다고 어거스터스에게 설명한다.
몇 주 후, 어거스터스는 헤이즐에게 밴 하우튼의 비서인 리더비히를 통해서 밴 하우튼과 이메일을 주고받았다고 전한다. 그러자 헤이즐은 밴 하우튼에게 이메일로 장엄한 고뇌의 모호한 결말에 대해 묻는다. 밴 하우튼은 그 점에 대해서는 암스테르담에 오면 직접 말해준다고 하였다. 헤이즐은 어머니 프래니에게 암스테르담에 가도 좋은지 묻는다. 프래니는 돈이 없는 것과 헤이즐의 몸 상태 등의 이유로 암스테르담 행에 반대한다. 그 후, 어거스터스는 자선 단체의 지원을 받아 암스테르담 행 비행기 티켓을 구해 헤이즐을 놀라게 한다.
여행을 떠나기 며칠 전, 헤이즐은 중환자실로 보내지게 되었다. 당초 헤이즐 의료팀은 암스테르담 행에 난색을 표했지만, 설득 끝에 허락을 한다. 헤이즐과 어거스터스는 암스테르담에 도착하였고, 밴 하우튼으로부터 예약을 받은 고급 레스토랑에서 식사를 한다. 식사 도중, 어거스터스는 헤이즐에게 고백한다. 두 사람은 밴 하우튼을 만났는데, 메일 교환을 해 준 친절한 작가가 아니라 알코올 중독 환자인 것을 보고 충격을 받는다. 밴 하우튼 대신 헤이즐과 어거스터스에게 만나자는 약속을 하고 식사 예약을 한 것은 밴 하우튼이 아닌 비서 리더비히였던 것이다. 밴 하우튼은 리더비히의 행동을 몰랐기 때문에 분노한다. 그리고 허구에 불과한 자신의 소설의 결말의 의미를 알고 싶어하는 헤이즐을 비웃고 헤이즐의 건강 상태를 조롱한다.
두 사람은 낙담하고, 밴 하우튼의 집을 떠난다. 리더비히는 대신 사과하며 두 사람과 같이 여행을 한다. 세 사람은 안네 프랑크의 집을 방문한다. 집에 계단이 많기 때문에 헤이즐은 힘들게 올라간다. 안네 프랑크의 집 꼭대기에서 헤이즐은 사랑을 느끼고 어거스터스와 로맨틱한 키스를 한다. 두 사람은 호텔로 돌아와 처음으로 밤을 같이 보낸다. 다음날, 어거스터스는 헤이즐에게 자신의 암이 재발했다고 말한다. 인디애나폴리스에 돌아와서 어거스터스의 상태가 더욱 악화되어 갔다. 어거스터스는 중환자실로 보내지며 죽음이 가까운 것을 깨달았다. 어거스터스는 자신의 생전 장례식에 눈 먼 친구 아이작과 헤이즐을 불러 두 사람은 사전에 적은 추도사를 낭독한다. 헤이즐은 밴 하우튼의 소설을 인용하며, 어거스터스와 함께하는 짧은 시간은 무엇과도 바꿀 수 없는 것이라고 말한다.
8일 후, 어거스터스는 죽는다. 헤이즐은 어거스터스의 장례식에서 밴 하우튼을 만나게 된다. 밴 하우튼은 사과하며 헤이즐에게 편지를 건네지만 헤이즐은 거절한다. 아이작과 만난 헤이즐은 그 편지가 어거스터스의 편지임을 알게되어 다시 그 편지를 찾게된다. 편지를 읽고, '나도 좋아'라고 되뇌며 어거스터스를 기억하며 이야기가 끝난다.

### 장엄한 고뇌
장엄한 고뇌(An Imperial Affliction)는 원작 소설 및 영화에도 등장하는 피터 밴 하우튼이 집필한 가상의 소설이다. 이 가상의 소설은 본작의 주제와 이야기를 더 확실히 하기 위한 것이다. 원작자 존 그린은 헤이즐과 어거스터스가 서로 사랑을 표현 할 때 'okay'라는 표현을 사용했다고 하였다. 이 단어는 헤이즐과 어거스터스에게 특별한 의미를 가진 단어가 되었다. 'okay'라는 말은 원작 소설의 영감을 받은 에스더 얼의 자매 애비게일에서 영감을 받은 것이다.

### 소설과의 차이
Vulture.com의 린지 웨버에 따르면 영화와 소설의 차이점은 다음과 같다.
- 소설에서는 헤이즐이 헥틱 글로우라는 밴드에 대해 여러 번 언급하지만, 영화에서는 이름조차 나오지 않는다.
- 헤이즐의 옛 친구 케이틀린과 암으로 사망한 어거스터스의 옛 여자친구인 캐럴라인이 영화에는 등장하지 않는다.
- 소설에서는 헤이즐과 어거스터스의 만남은 어거스터스가 헤이즐을 바라보고 있는 거였지만, 영화에서는 지원 단체 모임에 가는 길에 우연히 만난 것이 첫 만남이다.
- 영화에서는 어거스터스가 소설보다 일찍 죽는다.
- 소설에서는 헤이즐이 처음부터 편지를 찾는 반면 영화는 밴 하우튼이 헤이즐에게 편지를 전달한다.
- 소설에서는 헤이즐이 채식주의자이지만, 영화에서는 반영되어 있지 않다.
- 영화는 암스테르담으로 가기 전에 어거스터스가 헤이즐과 프래니를 데리러 리무진을 타고 오는 장면이 있는데, 소설에 그런 묘사는 없다.
- 소설에는 헤이즐과 프래니가 어거스터스의 집에 택시로 왔을 때 암의 재발과 여행을 둘러싸고 부모와 싸워서 어거스터스가 늦어지는 묘사가 있지만, 영화에서는 그런 장면은 없다.

## 출연
- 셰일린 우들리 - 헤이즐 그레이스 랭커스터 역
  - 릴리 케나 - 어린 헤이즐 역[9]
- 앤설 엘고트 - 어거스터스 워터스 역[10]
- 냇 울프 - 아이작 역[11]
- 로라 던 - 프래니 랭커스터 역[11]
- 샘 트래멀 - 마이클 랭커스터 역[12]
- 윌럼 더포 - 피터 밴 하우튼 역[13]
- 로테 페르베이크 - 리더비히 블리헨타르트 역
- 마이크 버비글리아 - 패트릭 역[14]

## 제작

### 사전 제작
2012년 1월 31일, 20세기 폭스 산하 폭스 2000이 존 그린의 소설 "잘못은 우리 별에 있어"의 영화화 판권을 획득했다. 템플 힐 엔터테인먼트의 윅 고드프리와 마티 보언이 제작을 담당하게 되었다. 2013년 2월 19일, 조시 분이 감독, 스콧 노이스태터와 마이클 H. 웨버가 각색을 하기로 결정했다.

### 캐스팅
2012년 11월, 존 그린은 메이 휘트먼이 헤이즐을 연기하면 기쁠 것이라고 트윗하였다. 또한 2013년 2월에는 셰일린 우들리와 헤일리 스타인펠드가 주연 후보로 거론되고 있다는 정보가 흘러 나왔다.
2013년 3월 19일, 엔터테인먼트 위클리는 셰일린 우들리가 주인공 헤이즐 그레이스 랭커스터 역을 맡게 되었다고 보도하였다. 감독 조시 분은 "우리는 헤이즐 역을 캐스팅하기 위해 150여명의 여배우와 오디션을 보았어요. 내가 본 것은 그 중 50명 정도였어요. 우들리의 오디션에 걸린 시간은 10초 또는 15초였다고 생각하지만, 나는 그녀야말로 헤이즐과 적역이였다고 생각해요. 그녀가 대본을 들고있을 때, 그녀의 눈은 흘끔흘끔 쳐다보더라구요."라고 말하였다. 2013년 5월 10일, 앤설 엘고트가 어거스터스 워터스를 연기하는 것이 결정되었다. 보그걸 2014년 8월호에 따르면, 엘고트는 캐스팅 과정에 대해 "(중략) 집 계단에서 휴대폰으로 오디션 영상을 찍어 보냈다. 영화사 쪽에서 좀 다르게 찍어보라며 영상을 돌려보냈기에, 다시 한 번 보냈다. 그리고 나서 LA로 와서 셰일린 우들리와 함께 오디션을 보라는 연락을 받게 됐다. (중략) 힘든 과정이였지만, 결국 합격했다."고 말했다. 같은 해 7월 23일, 로라 던이 헤이즐의 어머니 프래니 랭커스터를, 냇 울프가 워터스의 맹인 친구 아이작을 연기하는 것이 보도되었다. 울프는 허프포스트 라이브에서 "나는 흥분되며 운이 좋아요. 내가 뛰어난 재능을 가진 사람들과 협력할 수 있어서요. 멋진 사람들과 같이 일을 하기 때문에, 나는 영화에서 좋게 보여지는 거에요."라고 말했다. 8월 14일, 샘 트래멀이 헤이즐의 아버지인 마이클 랭커스터 역에 정해졌다. 8월 28일, 원작자 존 그린이 자신의 트위터에서 마이크 버비글리아가 패트릭을 연기할 것이라고 밝혔다. 또 9월 6일에 그린은 윌럼 더포가 밴 하우튼을 연기한다고 트윗하였다.
원작자인 존 그린은 카메오 출연할 예정이었다. 그린은 공항에서 헤이즐이 달고 있는 캐뉼라가 무엇인지 물어보는 소녀의 아버지를 연기했으나, 최종적으로는 삭제되어, DVD와 블루레이에 수록되었다. 삭제된 이유에 대해 그린은 "내 출연 장면이 잘린 것은 전체 스토리에서 그 장면이 불필요했기 때문이에요."라고 말했다.

### 촬영
주요 촬영은 2013년 8월 26일부터 펜실베이니아주 피츠버그에서 시작되었다. 촬영지는 피츠버그 시 교외 도시 오크먼트와 전통 호텔인 맨션스 오브 피프스(Mansions on Fifth) 등이 선정되었다. 교회 장면은 피츠버그 교외 마운트레버넌에 있는 세인트 폴 성공회 교회에서 촬영되었다. 펜실베이니아에서의 촬영은 10월 10일까지 이루어졌다. 이후 네덜란드 암스테르담에서의 촬영이 10월 14일에 시작되어, 10월 16일에는 주요 촬영이 끝났다.
암스테르담에서는 3일간 촬영이 진행됐다. 그 때 우들리와 엘고트가 운하를 따라 벤치에 앉아 있는 모습이 촬영되었다. 가디언은 2014년 7월 2일에 두 사람이 앉은 벤치가 누군가에게 도난당했다고 보도하였다. 암스테르담 시 당국도 소재를 알 수 없었다. 암스테르담의 대변인 스티븐 호크는 "시 정부는 벤치를 도둑맞아 당황했지만, 몇 주 이내에 새로운 벤치를 원래 위치에 설치할 것입니다."고 발표했다. 일주일 후, 엔터테인먼트 위클리는 암스테르담 소재의 영화사에 의해 촬영되어 트위터에 업로드한 시 직원이 벤치를 설치하는 사진을 게재하면서 도난당한 벤치가 다시 돌아왔다고 하였다.

### 음악
록 밴드 브라이트 아이즈의 마이크 모지스와 네이트 월콧이 영화에서 사용된 음악들을 작곡하였다. 2014년 4월 13일, M83, 코달라인, 찰리 XCX, 톰 오델, 제이크 버그, 에드 시런 등의 곡을 수록한 앨범의 노래 목록이 공개되었다. 사운드트랙 음반은 미국에서 2014년 5월 19일, 영국에서는 같은 해 7월 23일 애틀랜틱 레코드를 통해 발매되었다.

## 공개
"안녕, 헤이즐"은 2014년 6월 2일 뉴욕 지그필드 극장에 초대된 300명의 관객에게 처음으로 공개되었다. 영화를 감상한 원작자 존 그린은 "할리우드가 제작한 질병을 소재로 한 영화는 감상적이지 않아서, 나는 이 작품의 영화 판권을 팔고 싶지 않았다."며 "잘못은 우리 별에 있어"의 영화화에 소극적이었다는 것을 밝혔다. 극장에 공개된 것은 6월 6일이다. 뉴욕에서 열린 기념 행사 후, 에반젤린 얼이라는 학생이 원작인 "잘못은 우리 별에 있어"는 자매인 에스더 얼로부터 영감을 받은 것으로, 에스더는 책의 또 다른 저자라고 해도 좋을 것이라고 말했다. 에스더는 갑상선암에 걸려 2010년에 사망했다. 에반젤린에 따르면, 에스더는 2009년에 보스턴에서 개최된 해리 포터 팬 컨벤션 리키콘에서 그린을 만났다고 한다. 그린도 "에스더를 만나지 않았다면, '잘못은 우리 별에 있어'를 집필하지 못했을 것이다. 그 책의 모든 말은 그녀와 함께 보낸 시간으로부터 온 것이다."라고 말했다.

### 마케팅
첫 번째 예고편은 2014년 1월 29일에 공개되었고, 하루가 지나지 않아 300만회 이상 재생되었다. 일주일 만에 1500만 번 이상 재생되었다. 2014년 4월 23일에 열린 MTV 무비 어워드 시상식 전에 비디오 클립이 상영되었다. 더 긴 예고편이 2014년 4월 28일에 공개되었고, 20세기 폭스는 유튜브를 통해 영화 개봉 전에 홍보로 비디오 클립을 더 공개했다. 2014년 4월 2일 제작사는 "디맨드 아워 스타스"(Demand Our Stars)라는 제목의 프로모션 투어를 할 것이라고 발표했다. 팬의 리블로그 횟수가 가장 많은 주에 그린, 우들리, 엘고트, 울프가 방문한다는 프로모션 투어이다. 그 결과, 5월 6일 플로리다주 마이애미, 7일 오하이오주 클리블랜드, 8일 테네시주 내슈빌, 9일 텍사스주 댈러스를 차례로 방문했다.

### DVD
"안녕, 헤이즐"의 블루레이와 DVD는 2014년 9월 16일에 북아메리카에서 발매되었다. 리틀 인피니티스(Little Infinities)라는 블루레이 에디션도 출시되어 있으며, 126분의 극장 개봉 버전과 133분 스페셜 버전이 수록되어 있다. 또한, 원작자 존 그린의 카메오 출연도 포함한 일부 삭제 장면도 수록되어 있다.

## 반응

### 흥행 수입
북아메리카 시장에서 약 1억 2400만 달러, 해외에서 약 1억 7800만 달러를 벌어들였다. 전 세계적으로 약 3억 400만 달러를 벌어 들인 셈이다. 처음 공개된 목요일 밤 쇼에서 820만 달러를 벌어 들였다. 이 성적은 셰일린 우들리와 앤설 엘고토가 출연해 3월에 공개된 "다이버전트"의 성적 490만 달러를 웃도는 것으로, 만화를 원작으로 한 "어메이징 스파이더맨 2" (870만 달러)나 "엑스맨: 데이즈 오브 퓨처 패스트" (810만 달러) 만큼의 성적이다. 또한, 공개된 금요일에 2,610만 달러를 벌어 들였다. 이 성적은 "다이버전트"의 2,280만 달러, "안녕, 헤이즐"보다 1주일 전에 공개된 "말레피센트"의 2,420만 달러, 그리고 같은 날 공개된 "엣지 오브 투모로우"의 1,070만 달러를 웃도는 것이었다. 이러한 폭발적인 흥행 요인으로는 전야제가 있었다. 25달러의 프리미엄 티켓을 구입한 사람에게는 우들리, 엘고트, 울프, 그린이 참가하는 질의응답 시간에 참여할 기회를 주는 것이였다.
결국, 공개 첫주 3,173개 극장에서 공개된 이 작품은 4,800만 달러를 흥행 수입을 내, 북아메리카 및 전 세계 박스오피스 1위를 하였다. 첫주 흥행 수입이 같은 주에 공개된 톰 크루즈 주연의 "엣지 오브 투모로우"의 첫주 흥행 수입 (2,910만 달러)을 제쳤다.
대한민국에서는 2014년 8월 13일 공개되어 첫 주 주말에 15만 6천 명의 관객을 동원하여 박스오피스 5위를 하였다. 두 번째 주 주말에는 "해적: 바다로 간 산적", "명량"에 이어 3위를 차지했다. 이 성적은 전주보다 6.5% 증가한 성적으로, 관객 수 54만 명을 돌파하였다. 세 번째 주 주말에는 6위를 하였으며, 72만 명을 돌파하였다. 영화진흥위원회 통합전산망에 따르면 총 관객 수는 749,146명이다.

### 평가
"안녕, 헤이즐"은 비평가로부터 매우 좋은 평가를 받았다. 특히 셰일린 우들리의 연기와 노이스태터 및 웨버의 각본에 대해 좋은 평을 받았다. 영화 평론 사이트 로튼토마토에는 166건의 비평가 리뷰 중 지지율은 80%, 평균 점수는 10점 만점에 6.9점을 기록하고 있다. 로튼토마토에서 비평가의 의견을 정리하자면 "베스트셀러 소설의 영화화는 화제성에 만족하지 않는다. "안녕, 헤이즐"은 지성이 뒷받침되어 있고, 재미가 있고 감동적인 작품이다."이다. 또한 메타크리틱에는 45건의 리뷰가 있으며, 가중 평균치는 69/100이다. 덧붙여 시네마스코어에서는 A+에 가까운 A를 받았다.
필라델피아 인콰이어러의 스티븐 리아는 4점 중 3점을 주고, "우들리는 ... 우아함과 엄숙함, 위트와 감정의 균형을 이루고 있다."고 평했다. 덴버 포스트의 리사 케네디는 "대작 영화에는 영웅주의에 숨겨진 교훈이 있지만, "안녕, 헤이즐"과 같이 인간만이 가질 수 있는 불굴의 정신을 보여주고 있어 좋다."고 평했다. 뉴욕 타임스의 A. O. 스콧은 "영화라는 것은 관객을 슬프게 만든다. 조금만 코를 훌쩍거리게 만들거나 말을 잇지 못하는 것을 넘어서 콧물을 흘려 보내고, 울어서 눈물을 나오게 한다. 이 영화는 그 경지에 도달했다."라고 평했다. 보스턴 글로브의 타이 버는 4점 중 2.5점을 주며 "만약 엘고트가 연기한 거스가 매력이 없고 그저 고통스러웠다면, 출연한 영화에 항상 신중한 자세를 취하고 있는 배우인 셰일린 우들리의 영화라고 할 수 있는 것 아니냐"며 셰일린 우들리의 연기에 찬사를 보냈다.
퀵플릭스의 사이먼 미라우도는 5개 별 평가에서 3개의 별을 주고 ""안녕, 헤이즐"을 보면 완전한 충격을 맛볼 수 있다."고 평했다. 시카고 선타임스의 리처드 로퍼는 4개의 별을 주고 "셰일린 우들리의 연기는 탁월하여 순수하고 진짜이다. 기억에 남을 것이다."라고 하였다. 포브스의 스콧 멘덜슨은 "질이 매우 좋은 엔터테인먼트 작품으로, 진품인 예술 작품에 해당한다."라고 평가하였다. 엠파이어의 애나 스미스는 "로맨스를 느낄 수 있고, 셰일린 우들리가 보여주는 최고의 연기를 만날 수 있는 작품"이라고 평가했다. 디지털 스파이의 에마 디브딘은 ""안녕, 헤이즐"은 선명하고 정교한 감동을 주어 눈물을 흘리게 한다. 지성 넘치는 십대들이 등장하는 영화다. 식상한 주제에서 주는 충격적인 지혜와 부드러움에 맞닥뜨린다."고 평했다. 데일리 스타의 앤디 리아는 "두 십대의 사랑이 진행되면서 내용에 무게가 나오는 영화"라고 평했다. "BlackFilm.com"의 윌슨 모랄레스는 우들리와 엘고트의 연기를 칭찬하며, "연기를 하는 두 사람은 매혹적이고 순수하다. 강렬하게 가슴을 찌르는 영화를 감동적이고 로맨틱하고, 재미있는 것을 시도하는 모습이 보인다."고 하였다.
타임의 리처드 콜리스는 "영화 속 헤이즐과 어거스터스는 눈 앞에 보이는 것들을 생각하며, 생기가 있다. 이 점은 두 사람을 연기하고 있는 배우가 젊기 때문일 것이다."고 말했다. 댈러스 모닝 뉴스의 크리스 봉거는 B+라는 평가를 내렸다 ""안녕, 헤이즐"은 재치있고 생기 있다. 단지 조금 감상적이다."고 했다. USA 투데이의 클라우디아 푸이그는 4점 중 3.5점을 주고, "좋은 각본이며 연기도 좋다. 재미도 있고 한편으로는 통찰력이 있다."고 평하였다. 엔터테인먼트 위클리의 크리스 내셔웨이티는 "재미있고 달콤한 매우 감동스러운 영화"라며 B 평가를 내렸다. 글로브 앤 메일의 제프 피비어(Geoff Pevere)는 "이 작품은 관객이 실제 생활에서 가지는 기대를 배반할지도 모른다. 하지만 청소년을 위한 영화의 관습을 싹둑 자르고 있다."고 하였다. 마이애미 헤럴드의 코니 오글은 "갑자기 따뜻해지거나 유머가 있는 달콤한 로맨스 영화다."라고 하였다. 디 A.V. 클럽의 A. A. 다우드는 B 평가를 내리며, "번개 같은 위트가 있으며, 개성 풍부하고 재능있는 배우들에 의해 매력이 증가한다."고 말했다. 롤링 스톤의 피터 트래버스는 "신선하고 생생한 로맨스 영화이다. 감동과 유머가 넘치고 셰일린 우들리가 연기로 질을 높이고 있다. 셰일린 우들리는 카메라 앞에서 실수를 할 수 없다고 할 정도로 좋은 배우이다."라며 셰일린 우들리를 칭찬하고 4점 중 3점을 주었다.
가디언의 피터 브래드쇼는 부정적인 평가를 내리며, "이 농담 같은 존 그린의 소설을 원작으로 한 암 환자를 소재로 한 망상 영화는 관객의 눈물샘을 자극하는 것을 목표로 하고 있다. 게다가 그 목적은 보기 좋게 맞고 있다."라며 5점 중 2점을 주었다. 로저 이버트의 웹사이트의 크리스티 러미어는 4점 중 2개의 별을 주며 "관객을 슬픔으로 몰아가려는 장면이 많지만, 실패하고 만다. 느슨함과 팽팽함이 없다."고 하였다. 또한 러미어는 엘고트의 연기를 비판하는 한편, 우들리의 연기는 "자신의 운명을 받아들이려고 하는 것이 자연스러우며, 나오는 감정을 훌륭하게 억누르고 있다."고 칭찬하였다. 데일리 텔레그래프의 로비 콜린은 "거스는 조증을 앓은 악동의 이상형인 것 같다. 커스틴 던스트, 내털리 포트먼, 조이 데이셔넬과 같은 여자 친구에 푹 빠져 버리는 철부지 젊은 소년 같다."고 말했다. 내셔널 퍼블릭 라디오의 데이비드 에델슈타인은 "나는 "안녕, 헤이즐"이라는 제목의 십대 암 환자를 소재로 한 멜로 영화의 트레일러를 보고 운 사람들을 보았다. 그들은 일상 생활에 윤기를 주는 것을 필요로 하고 있다. 물론 내 눈물샘이 자극했지만, 나는 울지 않았다. 울기 직전이였다. 그 영화는 겉만 번지르르하다. 너무 조작된 느낌이다. 하지만 감독의 연출은 완만하고 연기는 훌륭했다. 잘못(Fault)이 무엇이든 별들에게(in stars) 있는 것이 아니다."고 말했다.
2명의 기독교도 비평가와 몇몇 신학자가 "안녕, 헤이즐"에 기독교적인 요소가 있다고 언급하며 헤이즐이 신앙에 대한 믿음의 과정을 묘사한 영화로 해석하고 있다. 가톨릭 뉴스 에이전시의 로버트 캐런은 "워터스 (어거스터스의 성)와 그레이스 (헤이즐의 중간 이름)가 예수 성심에서 만나서 두 사람이 고통을 분담하고 있음에도 불구하고 자신의 삶을 다른 한쪽에 바치려고 하는 것은 전혀 우연이 아니라고 생각한다. 헤이즐은 자신의 마음 속에 둥지를 튼 허무주의와 유물주의를 거부하고 죽음이라는 장벽을 넘어 어거스터스의 'okay'라는 말을 느낄 수 있었던 것이다."라고 하였다. 또, "이 영화는 기독교에 대한 믿음의 표현으로 충분한 영화일까? 그렇게 묻는다면, 꼭 그런건 아니다라고 생각한다. 그러나 삶의 보람과 믿음에 이르는 길을 찾으려는 긴장해 있는 사람들에게는 그 탐구의 출발점은 될 것이 아닌가."라고 말하였다.
채널예스의 최재훈은 "묵직한 주제를 담고 있지만, 청춘 영화의 공식 속에 명민하게 죽음에 대한 이야기를 무겁지 않게 깔아두고, 울컥하는 눈물과 잔잔한 감동, 포근한 감성까지 놓치는 법이 없다."라고 하였다. 무비스트의 최정인은 "또한 인물들의 재치 넘치는 대사는 자칫 진부해 보일 수 있는 장면에 신선함을 불어넣고, 셰일린 우들리와 안셀 엘고트의 안정적 연기는 영화의 집중도를 한층 더 높인다. 이로 인해 "안녕, 헤이즐"은 설정이 담보한 카타르시스를 관객에게 효과적으로 전달하는데 성공한다."라고 하였다.

### 수상 및 후보
| 상                            | 부문                    | 수상자                              | 결과 |
| ----------------------------- | ----------------------- | ----------------------------------- | ---- |
| 제15회 골든 트레일러 어워드   | 로맨스 영화             | "안녕, 헤이즐"                      | 수상 |
| 골든 스페이스 니들 어워드     | 작품상                  | "안녕, 헤이즐"                      | 후보 |
| 틴 초이스 어워드              | 드라마 영화상           | "안녕, 헤이즐"                      | 수상 |
| 틴 초이스 어워드              | 드라마 영화 남자 배우상 | 앤설 엘고트                         | 수상 |
| 틴 초이스 어워드              | 드라마 영화 여자 배우상 | 셰일린 우들리                       | 수상 |
| 틴 초이스 어워드              | 떠오르는 스타상         | 앤설 엘고트                         | 수상 |
| 틴 초이스 어워드              | 신 스틸러상             | 냇 울프                             | 수상 |
| 틴 초이스 어워드              | 케미스트리상            | 앤설 엘고트, 셰일린 우들리, 냇 울프 | 수상 |
| 틴 초이스 어워드              | 키스상                  | 앤설 엘고트, 셰일린 우들리          | 수상 |
| 영 할리우드 어워드            | 남자 배우상             | 앤설 엘고트                         | 수상 |
| 영 할리우드 어워드            | 여자 배우상             | 셰일린 우들리                       | 후보 |
| 영 할리우드 어워드            | 떠오르는 배우상         | 앤설 엘고트                         | 후보 |
| 영 할리우드 어워드            | 커플상                  | 앤설 엘고트, 셰일린 우들리          | 수상 |
| 영 할리우드 어워드            | 케미스트리상            | "안녕, 헤이즐"                      | 수상 |
| 영 할리우드 어워드            | 키스상                  | "안녕, 헤이즐"                      | 수상 |
| 키즈 초이스 어워드 아르헨티나 | 작품상                  | "안녕, 헤이즐"                      | 수상 |
| 할리우드 영화상               | 여자 배우 연기상        | 셰일린 우들리                       | 수상 |
| 피플스 초이스 어워드          | 커플상                  | 앤설 엘고트, 셰일린 우들리          | 후보 |
| 피플스 초이스 어워드          | 드라마 여자 영화 배우상 | 셰일린 우들리                       | 후보 |
| 피플스 초이스 어워드          | 드라마 영화상           | "안녕, 헤이즐"                      | 수상 |
| MTV 무비 어워드               | 올해의 영화             | "안녕, 헤이즐"                      | 수상 |
| MTV 무비 어워드               | 남자 배우 연기상        | 앤설 엘고트                         | 후보 |
| MTV 무비 어워드               | 여자 배우 연기상        | 셰일린 우들리                       | 수상 |
| MTV 무비 어워드               | 눈부신 연기상           | 앤설 엘고트                         | 후보 |
| MTV 무비 어워드               | 커플상                  | 앤설 엘고트, 셰일린 우들리          | 후보 |
| MTV 무비 어워드               | 노출 연기상             | 앤설 엘고트                         | 후보 |
| MTV 무비 어워드               | 키스상                  | 앤설 엘고트, 셰일린 우들리          | 수상 |

## 리메이크
2014년 8월 6일, 인도의 폭스 스타 스튜디오가 인도에서 "안녕, 헤이즐"을 볼리우드에서 리메이크할 계획이 있다고 발표했다. 스튜디오의 CEO인 비제이 싱은 2014년 7월에 인도에서 공개된 영어 버전이 100만 달러 이상을 벌어 들였다고 한다. 9월 19일, 스튜디오는 호미 아다자니아가 리메이크 판의 감독을 맡는다고 발표했다. 같은 달 25일, 디피카 파두콘과 바룬 다완이 주연으로 내정했다고 보도되었다.

## 주해
1. ↑  영화에서는 원작의 제목인 ‘잘못은 우리 별에 있어’라는 구절을 설명하는 부분이 없기 때문에, 제목이 의미하는 바를 알 수 없어 대한민국에서는 제목이 바뀌었다.